# 708341 Fredjudson
708341 Fredjudson è un asteroide della fascia principale esterna. Scoperto nel 2006, presenta un'orbita caratterizzata da un semiasse maggiore pari a 2,976146 UA e da un'eccentricità di 0,229825, inclinata di 14,288062° rispetto all'eclittica.
È dedicato a Charles Frederick Judson, docente di scienze politiche presso l'Università di Alberta.